# Кеннет Кеннгольт
Кеннет Кеннгольт (швед. Kenneth Kennholt, нар. 13 січня 1965, Седертельє) — колишній шведський хокеїст, що грав на позиції захисника. Грав за збірну команду Швеції.

## Ігрова кар'єра
Хокейну кар'єру розпочав 1984 року.
1989 року був обраний на драфті НХЛ під 252-м загальним номером командою «Калгарі Флеймс», проте до Північної Америки не перебрався. 
Протягом професійної клубної ігрової кар'єри, що тривала 15 років, захищав кольори команд «Юргорден», ГВ-71 та ХК «Нака».
Виступав за збірну Швеції.

## Нагороди та досягнення
- Чемпіон Швеції в складі «Юргорден» — 1989, 1990, 1991.
- Володар Кубка європейських чемпіонів в складі «Юргорден» — 1991, 1992.
- Чемпіон світу — 1991, 1992.
- Срібний призер чемпіонатів світу — 1993.
- Чемпіон Швеції в складі ГВ-71 — 1995.

## Статистика
| Сезон              | Клуб               | Ліга               | Регулярний сезон | Регулярний сезон | Регулярний сезон | Регулярний сезон | Регулярний сезон | Плей-оф | Плей-оф | Плей-оф | Плей-оф | Плей-оф |
| Сезон              | Клуб               | Ліга               | І                | Г                | П                | О                | ШХ               | І       | Г       | П       | О       | ШХ      |
| ------------------ | ------------------ | ------------------ | ---------------- | ---------------- | ---------------- | ---------------- | ---------------- | ------- | ------- | ------- | ------- | ------- |
| 1984–85            | «Седертельє» АІФ   | Д-3                | 31               | 14               | 11               | 25               | 56               | —       | —       | —       | —       | —       |
| 1985–86            | ХК «Нака»          | Д-3                | 32               | 10               | 5                | 15               | 52               | —       | —       | —       | —       | —       |
| 1986–87            | ХК «Нака»          | Д-3                | 25               | 9                | 10               | 19               | 18               | —       | —       | —       | —       | —       |
| 1987–88            | ХК «Нака»          | Д-3                | 31               | 11               | 11               | 22               | 38               | —       | —       | —       | —       | —       |
| 1988–89            | «Юргорден»         | Елітсерія          | 34               | 6                | 10               | 16               | 30               | 8       | 0       | 1       | 1       | 6       |
| 1989–90            | «Юргорден»         | Елітсерія          | 38               | 7                | 10               | 17               | 30               | 7       | 2       | 2       | 4       | 2       |
| 1990–91            | «Юргорден»         | Елітсерія          | 39               | 9                | 13               | 22               | 30               | 7       | 2       | 0       | 2       | 4       |
| 1991–92            | «Юргорден»         | Елітсерія          | 33               | 4                | 6                | 10               | 22               | 10      | 2       | 4       | 6       | 10      |
| 1992–93            | «Юргорден»         | Елітсерія          | 35               | 4                | 8                | 12               | 24               | 6       | 4       | 3       | 7       | 6       |
| 1993–94            | ГВ-71              | Елітсерія          | 20               | 4                | 2                | 6                | 6                | —       | —       | —       | —       | —       |
| 1994–95            | ГВ-71              | Елітсерія          | 37               | 9                | 14               | 23               | 64               | 13      | 2       | 5       | 7       | 6       |
| 1995–96            | ГВ-71              | Елітсерія          | 39               | 8                | 13               | 21               | 38               | 4       | 0       | 0       | 0       | 0       |
| 1996–97            | ГВ-71              | Елітсерія          | 48               | 12               | 20               | 32               | 40               | 4       | 0       | 0       | 0       | 4       |
| 1997–98            | «Юргорден»         | Елітсерія          | 40               | 4                | 6                | 10               | 57               | 7       | 0       | 1       | 1       | 8       |
| Усього в Елітсерії | Усього в Елітсерії | Усього в Елітсерії | 363              | 67               | 102              | 169              | 341              | 66      | 12      | 16      | 28      | 46      |